# Reseda saadae
Reseda saadae är en resedaväxtart som beskrevs av M.S. Abdallah och H.C.D. de Wit. Reseda saadae ingår i släktet resedor, och familjen resedaväxter. Inga underarter finns listade i Catalogue of Life.